# Bombylius crassitarsis
Bombylius crassitarsis är en tvåvingeart som beskrevs av Paramonov 1940. Bombylius crassitarsis ingår i släktet Bombylius och familjen svävflugor. Inga underarter finns listade i Catalogue of Life.